# 赤池誠章
赤池 誠章（あかいけ まさあき、1961年7月19日 - ）は、日本の政治家。
衆議院議員（1期）、参議院議員（2期）、山梨県専修学校各種学校協会会長、明治大学政治経済学部客員教授、自由民主党副幹事長、自由民主党政務調査会副会長、文部科学大臣政務官（第2次安倍改造内閣・第3次安倍内閣）、参議院文教科学委員長、自由民主党文部科学部会長、内閣府副大臣などを務めた。

## 来歴
山梨県甲府市生まれ。山梨県立甲府第一高等学校、明治大学政治経済学部政治学科卒業。明治大学在学中は雄辯部に所属し、全関東学生雄弁連盟中央執行委員長を務めた。大学卒業後、松下政経塾に入塾した。
1993年、第40回衆議院議員総選挙に山梨県全県区（定数5）から無所属で出馬したが、得票数7位で落選。その後、新生党山梨県連幹事長を経て、1994年に結党した新進党に入党し、1995年の第17回参議院議員通常選挙に山梨県選挙区から出馬したが、非自民票が赤池、民主改革連合現職の磯村修に割れ、自由民主党の中島真人が当選した。2000年、第42回衆議院議員総選挙に無所属で山梨1区から出馬したが、民主党前職の小沢鋭仁、自由民主党前職の中尾栄一の後塵を拝し、落選。
落選後は赤池総合研究所を設立し、代表を務める傍ら、2000年8月より学校法人日本航空学園に勤務し、同学園が擁する日本航空総合専門学校の学校長を務めた。
2005年、第44回衆議院議員総選挙に自由民主党公認で、5年ぶりに山梨1区から出馬。5年前も敗れた民主党前職の小沢鋭仁に再び敗北したが、重複立候補していた比例南関東ブロックで復活し、初出馬から12年目で初当選を飾った。2005年に初当選した、自民党内の保守系議員で結成された伝統と創造の会では、事務局長に就任した。2009年の第45回衆議院議員総選挙に自民党公認で山梨1区から出馬したが、民主党前職の小沢に再び敗れ、比例復活もできず落選した。
2011年10月31日、自民党山梨県連は次期衆議院議員総選挙に向け、第22回参議院議員通常選挙に山梨県選挙区から出馬し落選した宮川典子を山梨県第1区支部長に選出。これにより宮川は次期衆院選における山梨1区での党公認を得たが、県連内の赤池支持派が宮川の擁立に反発した。2012年9月7日、第23回参議院議員通常選挙における比例区の立候補者に内定した。2013年7月の第23回参議院議員通常選挙において、日蓮宗、全国専修学校各種学校総連合会の支援を受け、20万票あまりを獲得し、党内8位の得票数で当選。6年ぶりに国政に復帰した。2014年9月4日、第2次安倍改造内閣で文部科学大臣政務官に任命され、第3次安倍内閣まで務めた。2016年9月より参議院文教科学委員長。2017年8月、自民党文部科学部会長。
2019年7月の第25回参議院議員通常選挙で、自民党は比例代表に特定枠2人を含め計33人の候補者を擁立し、19議席を確保。赤池は17番目の得票数（特定枠を含むと19番目）により、2期目の当選を果たした。
2024年9月12日、自民党総裁選挙が告示され、9人が立候補した。赤池は高市早苗の推薦人に名を連ねた。9月17日、候補者9人はTBSの報道番組「news23」に出演しテレビ討論を行った。高市は、推薦人20人のうち、鈴木を含む13人が党本部が公表した「裏金議員」であること、役職停止や戒告の処分を受けた議員が含まれていることなどを指摘されると、「どの方を20人に入れるかは選対、チームにまかせたので、私は翌日の新聞（を読む）まで知らなかった」と答えた。9月27日総裁選執行。高市は1回目の投票で1位となるが、決選投票で石破茂に敗れた。赤池は1回目の投票、決選投票、いずれも高市に投じた。
2025年7月の第27回参議院議員通常選挙で、自民党は比例代表に特定枠2人を含め計31人の候補者を擁立し、12議席を確保。赤池は102,834票を獲得したが、得票数15位（特定枠を含むと17位）で落選した。

## 政策・主張
- 日本の核武装について「今後の国際情勢によっては検討すべきだ」としている[24]。
- 靖国神社への内閣総理大臣やその他の国務大臣の参拝について「問題ない」としている[24]。
- 村山談話、河野談話の見直しに賛成[24]。
- 南京虐殺の否定：南京虐殺が起こったことを否定した水島総監督の2007年の映画『南京の真実』を支持[25]。
- 選択的夫婦別姓導入に「反対」としている[26]。
- 2025年2月4日、自民党の議員グループ「保守団結の会」は会合を開き、顧問の高市早苗が講演した。会合に出席した上野ら20人超の議員[注 1]は、旧姓の通称使用の拡大で利便性を高めるべきだとの認識を確認した[28][27][29]。
- 日本国憲法の改正、日本国憲法第9条の改正による国防軍の設置、集団的自衛権の行使を禁じた内閣法制局の憲法解釈の見直しに賛成[24]。
- 日本の原子力発電所について「当面は必要だが、将来的には廃止すべきだ」としている[24]。
- 2007年6月14日、ワシントン・ポストに掲載されたアメリカ合衆国下院121号決議の全面撤回を求める広告「THE FACTS」の賛同者に名を連ねている[30]。
- 国籍法改正問題に際し、「法務委員会の3時間の審議では不十分」として反対の姿勢を見せていたが、党本部に委員を差し替えられ、法務委員会での審議に参加できなかった。改正国籍法案の本会議における採決では西川京子、牧原秀樹らと共に採決前に退席した[31]。
- 最高裁判所の決定を踏まえた、結婚していない男女間の子（婚外子）の遺産相続分を法律上の夫婦の子（嫡出子）の半分とする民法の規定を削除し、区別をなくす内容の2013年の民法改正に反対していた[32]。

## 人物・不祥事

### 政治資金パーティー収入の裏金問題
2024年2月13日、自民党は、政治資金パーティー収入の裏金問題をめぐり、党所属のすぺての国会議員らを対象に実施したアンケートの集計結果を公表した。赤池はノルマの超過分に対する安倍派からのキックバックとして、2018年から2022年にかけての5年間で計268万円を裏金にしていたことが明らかとなった。
同年5月14日、衆議院政治倫理審査会は、裏金事件に関与しながら同審査会で弁明していない自民党議員44人に出席と説明を求める野党の申立てを全会一致で可決した。同月17日、参議院政治倫理審査会も同様に、弁明していない議員29人に出席と説明を求める申立てを全会一致で可決した。赤池を含む関係議員73人は全員出席を拒否し、6月23日に通常国会は閉会した。

### 日本航空学園との関係
2018年3月、森友学園問題に関連して、国会で、山梨県の日本航空学園が、約50年間無償で使用していた国有地を2016年に評価額の8分の1の安値で取得した件が取り上げられ、国会議員の関与が示唆されたが、赤池は2004年から2009年まで理事や、系列の専門学校の校長も務めていた。同学園の理事長補佐は、不正を否定し、財務省との正規の交渉で取得したと主張する一方で、赤池はとても無礼であり、「何かしてほしいのか？」と上から目線で話す、と暴露した。

### 前川喜平に対する調査
文部科学省が前川喜平の授業内容を報告するよう名古屋市教育委員会に求める前に、文科省に照会したのは自民党文部科学部会長代理の池田佳隆衆院議員で、市教委への質問項目の添削もしていたことが取材で明らかになった。部会長を務める赤池が文科省に照会していたことも判明した。赤池は2月17日に文部科学省の藤原官房長に「法令違反をした人が教壇に立てるのか」と事実確認を求めるショートメールを送ったことを認めたうえで、「法令違反をした人が公立中学の教壇に立つことは問題がないのか、確認するためだった」と説明している。文部相も歴任した森喜朗は「この前、前川喜平前文部科学事務次官の講演について、自民党の文科部会長が、文科省を通じて教育委員会を調べたことがあったよね。役人にはやってよいことと悪いことがある。与党の政治家が、そんなことも知らずに役人にやらせるからマスコミにたたかれるんですよ。」と述べている。

### その他
- 2013年7月8日、連合傘下の労働組合である全日本海員組合から50万円の寄附を受け取った[41]。

## 所属団体・議員連盟
- 日本会議国会議員懇談会（事務局次長）
- 神道政治連盟国会議員懇談会
- みんなで靖国神社に参拝する国会議員の会
- 創生「日本」
- 保守団結の会（代表世話人）
- トラック輸送振興議員連盟
- マンガ・アニメ・ゲームに関する議員連盟（幹事）
- 家族の絆特命委員会（委員長代行）

## 著作
- 「2010年霞ケ関物語：日本の政治はこう変わる」（松下政経塾魁の会共著）1991年 ISBN 4890501339
- 「UBUDAS：聡明で個性にあふれ、悪弊に染まらず改革を目指す代議士たち：自民党1年生議員83会代議士名鑑」（83会共著、メディアファクトリー）2006年 ISBN 4840115230

## 選挙歴
| 当落 | 選挙                     | 執行日         | 年齢 | 選挙区       | 政党       | 得票数     | 得票率 | 定数 | 得票順位 /候補者数 | 政党内比例順位 /政党当選者数 |
| ---- | ------------------------ | -------------- | ---- | ------------ | ---------- | ---------- | ------ | ---- | ------------------ | ---------------------------- |
| 落   | 第40回衆議院議員総選挙   | 1993年07月18日 | 31   | 山梨県全県区 | 無所属     | 3万1741票  | 6.4%   | 5    | 7/8                | /                            |
| 落   | 第17回参議院議員通常選挙 | 1995年07月23日 | 34   | 山梨県選挙区 | 新進党     | 10万1317票 | 29.72% | 1    | 2/4                | /                            |
| 落   | 第42回衆議院議員総選挙   | 2000年06月25日 | 38   | 山梨県第1区  | 無所属     | 1万5803票  | 11.28% | 1    | 3/4                | /                            |
| 比当 | 第44回衆議院議員総選挙   | 2005年09月11日 | 44   | 山梨県第1区  | 自由民主党 | 6万5426票  | 44.24% | 1    | 2/3                | 5/10                         |
| 落   | 第45回衆議院議員総選挙   | 2009年08月30日 | 48   | 山梨県第1区  | 自由民主党 | 4万6881票  | 30.89% | 1    | 2/4                | 25/6                         |
| 当   | 第23回参議院議員通常選挙 | 2013年07月21日 | 52   | 参議院比例区 | 自由民主党 | 20万8319票 | 4.8%   | 48   | 8/29               | 8/29                         |
| 当   | 第23回参議院議員通常選挙 | 2013年07月21日 | 58   | 参議院比例区 | 自由民主党 | 13万1727票 | 1.03%  | 50   | 19/33              | 19/19                        |
| 落   | 第27回参議院議員通常選挙 | 2025年07月20日 | 64   | 参議院比例区 | 自由民主党 | 10万2834票 |        | 50   | 17/31              | 17/12                        |